# Roger Montané
 (juillet 2016).
Si vous disposez d'ouvrages ou d'articles de référence ou si vous connaissez des sites web de qualité traitant du thème abordé ici, merci de compléter l'article en donnant les références utiles à sa vérifiabilité et en les liant à la section « Notes et références ».
Roger Montané, né à Bordeaux (Gironde) le 21 février 1916, et mort à Castelmaurou (Haute-Garonne), le 14 juillet 2002, est un peintre français.

## Biographie
Roger Montané passe sa jeunesse à Foix et à Toulouse, quitte le lycée en seconde, et entre à l'école des beaux-arts de Toulouse. En 1947, boursier de l'État, il s'installe à Paris et fréquente l'atelier d'André Lhote (1885-1962), au no 18 rue d'Odessa dans le quartier Montparnasse.
Il effectue son service militaire de 1936.
Roger Montané se marie en 1945, et devient professeur de dessin de la ville de Paris. En 1948, il voyage en Autriche, en Italie, visite Venise et Prague. Il fait la connaissance de François Desnoyer et entre à l'Association des amateurs de peinture. En 1951, il voyage aux Pays-Bas et découvre les ciels du nord qui va changer sa façon de traiter la lumière et modifier sa palette. Un second voyage à Venise en 1953 va le voir évoluer vers un style de peinture monumentale. En 1958, il fait un séjour au Japon et découvre le pastel à l'huile, avec lequel il va travailler sur le motif.
En 1964, Roger Montané se rend aux États-Unis et expose dans différentes villes sur l'Ancien et le Nouveau continent. Son troisième voyage à Venise va encore faire évoluer sa palette vers des couleurs plus intenses. Il devient président du Salon d'automne en 1966. Il se lie d'amitié en 1967 avec le peintre Ray Letellier.
Il part en Iran avec le groupe du Salon d'automne qui expose à Téhéran en 1974. Il fait un séjour chez son ami Christian d'Espic à La Cadière-d'Azur. Roger Montané est reçu peintre de la Marine en 1979.
En 1982, il devient le président-fondateur de l'Association 109, ce groupe de peintres où l'on trouve également Jean Bertholle, Roland Bierge, Jack Chambrin, Jean Marzelle et Marcel Mouly et qui à compter de 1983 organisera sa propre biennale. Armand Lanoux, de l'Académie Goncourt, lui remet la médaille du Mérite au nom du président de la République dans la salle de l'hôtel de ville de Montfermeil.
Il séjourne et expose à Kiev en Ukraine en 1991.

## Œuvres dans les collections publiques
Aux États-Unis
- Milwaukee, Milwaukee Art Museum

En France
- Albi
- Arcachon
- Bagnols-sur-Cèze
- Besançon
- Carcassonne
- Castres
- Grenoble
- Montfermeil, hôtel de ville, Fondation Roger Worms
- Narbonne
- Paris :
  - Musée d'art moderne de la ville de Paris
  - Musée national d'art moderne
- Nice, Musée national du Sport
- Rodez
- Sète
- Saint Cyprien, musée Desnoyer
- Saint-Denis, musée d'art et d'histoire
- Toulouse
- Valence

Au Japon
- Tokyo, musée d'art Bridgestone

En Nouvelle-Zélande
- Wellington, musée de la Nouvelle-Zélande Te Papa Tongarewa

Au Royaume-Uni
- Aberdeen, Aberdeen Maritime Museum

En République tchèque
- Prague, musée national

## Salons
- Salon de mai, 1949
- Salon d'automne, 1949
- Salon des indépendants, 1949
- Salon de la Jeune Peinture de 1949 à 1956
- Salon à l'École nationale supérieure des beaux-arts, 1951[2]
- Salon des peintres témoins de leur temps, 1949
- Salon Comparaisons
- Salon des artistes indépendants normands, Rouen, 1979 (invité d'honneur)[3].

## Expositions
- 1949 : galerie de Berri à Paris
- 1952 à 1966 : Adams Gallery, Londres
- 1961 : Maison de la Pensée française, Paris
- 1964 : Chicago, New York, Londres, Francfort
- 1972 : galerie de la Présidence, Paris
- 1974 : Biennale internationale de Téhéran avec le groupe du Salon d'automne
- 1975 : galerie Art et Orient à Paris (œuvres sur l'Iran)
- 1977 : galerie Drouant à Paris, exposition sur Le Cirque
- 1977 : exposition Roger Montané, 30 ans de peinture au musée de Saint-Antoine-l'Abbaye
- 1983 : exposition à la galerie de la Présidence à Paris, L'arbre et la forêt
- galerie du Banneret  à Berne en (Suisse)
- 1984 : Rétrospective Roger Montané au musée Goya, Castres
- 1985 : Autour de la femme, invité d'honneur du musée Jean Vinay à Saint-Antoine-l'Abbaye
- 1991 : Kiev (Ukraine)

## Récompenses et distinctions
- 1948 : prix Béthouard
- 1947 : chevalier du Mérite de la République italienne
- 1983 : chevalier de l'ordre national du Mérite

## Livres
Pierre de Boisdeffre " Montané ", Pierre Cailler Éditeur, Genève, 1959